# Heteromala rougeoti
Heteromala rougeoti är en fjärilsart som beskrevs av Pierre E.L. Viette 1979. Heteromala rougeoti ingår i släktet Heteromala och familjen nattflyn. Inga underarter finns listade i Catalogue of Life.